# ボリス・ユーリエヴィチ
ボリス・ユーリエヴィチ（ロシア語: Борис Юрьевич、? - 1159年5月2日）は、ユーリー・ドルゴルーキーの子のうちの1人である。ベルゴロド公：1149年 - 1151年、トゥーロフ公：1154年 - 1157年、キデクシャ公：1157年 - 1159年。
1149年に父のユーリー・ドルゴルーキーがキエフ大公となると、ベルゴロド公に任命された。1154年にはトゥーロフ公になった。1157年の父の死後にはルーシ南部を離れ、ルーシ北部のキデクシャの公となった。アンドレイ・ボゴリュブスキーの親族としては唯一、ルーシ北部の地に分領公国を所領した人物である。
マリヤという名の妻がいたが、子孫については不明である。